# Акуляче м'ясо

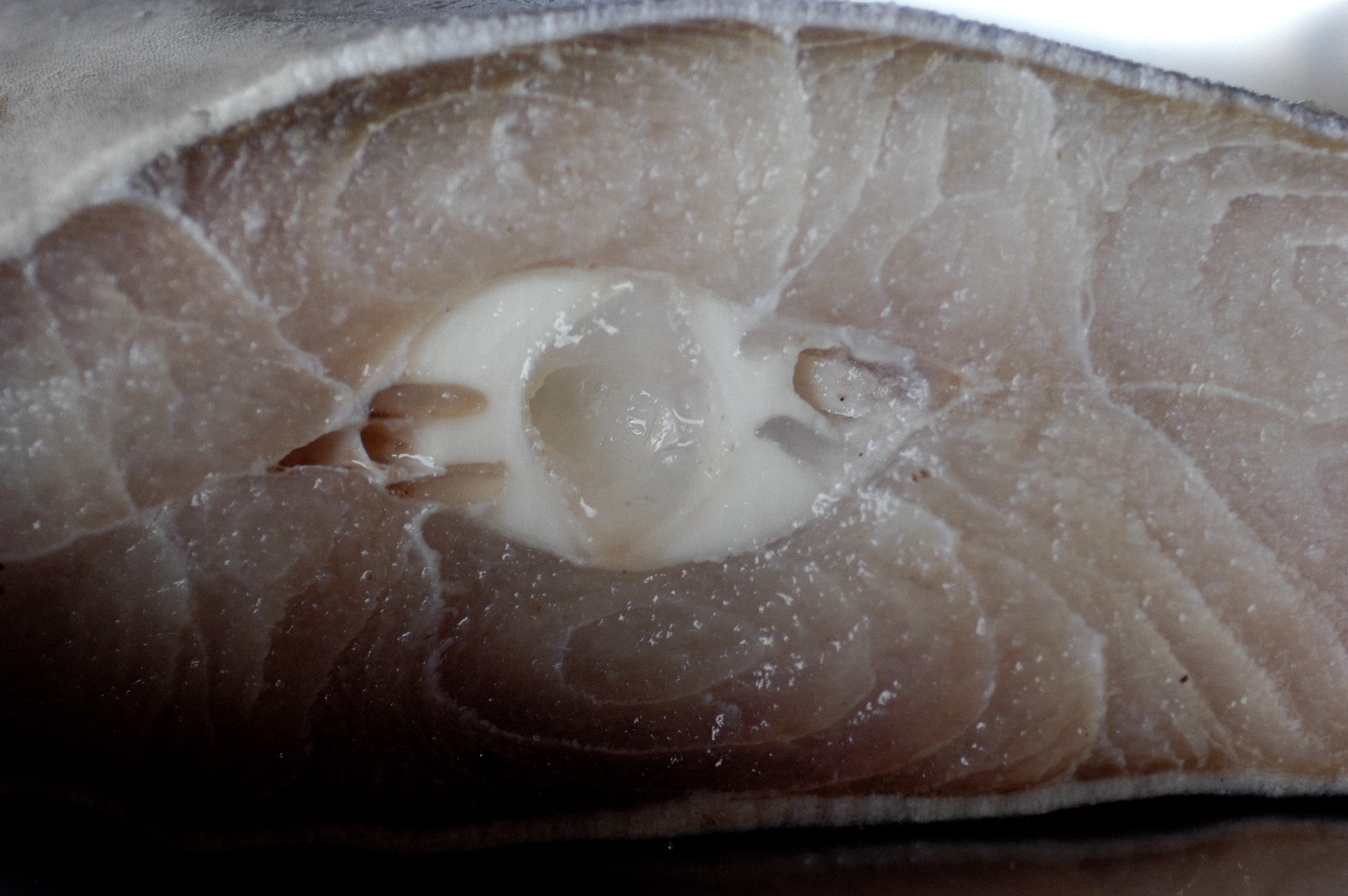
Поперечний розріз м'яса акули

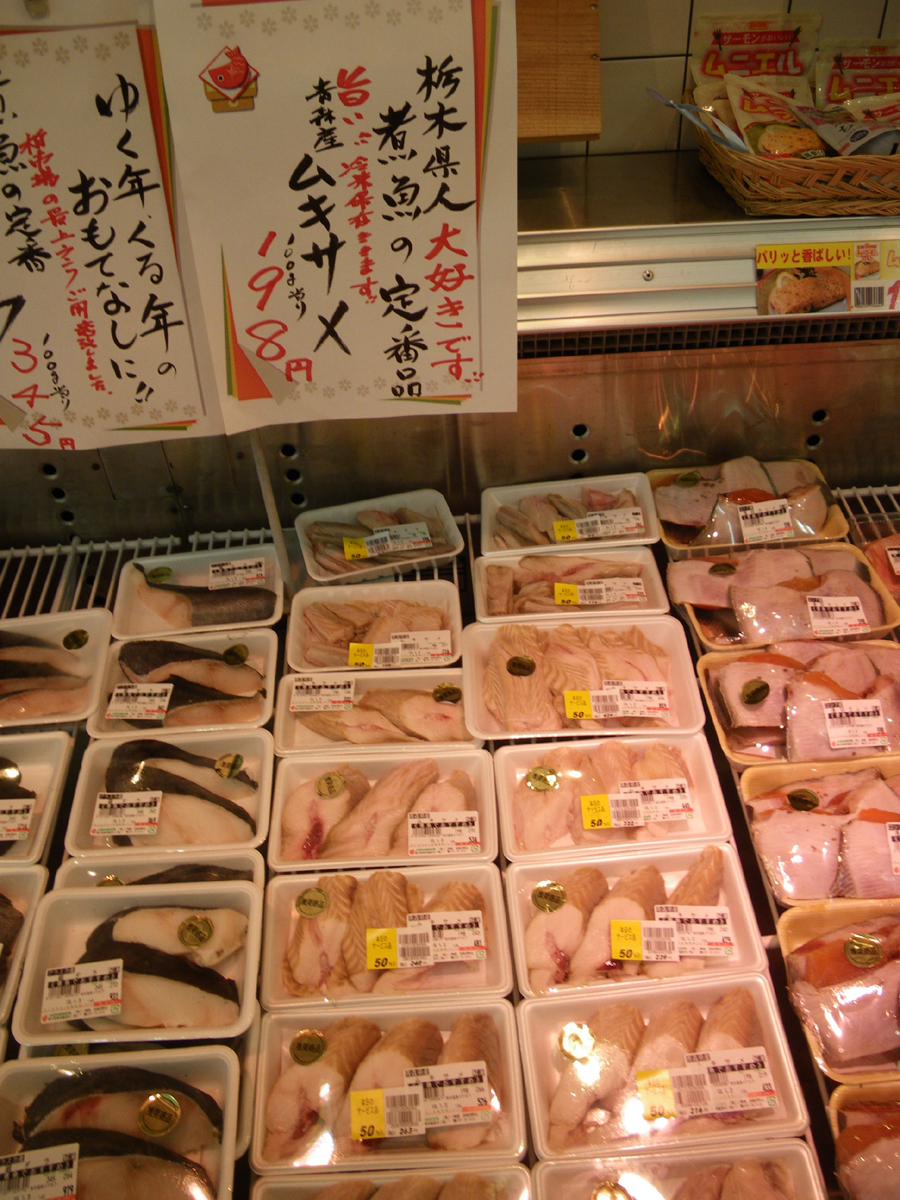
М'ясо акули в супермаркеті в Японії

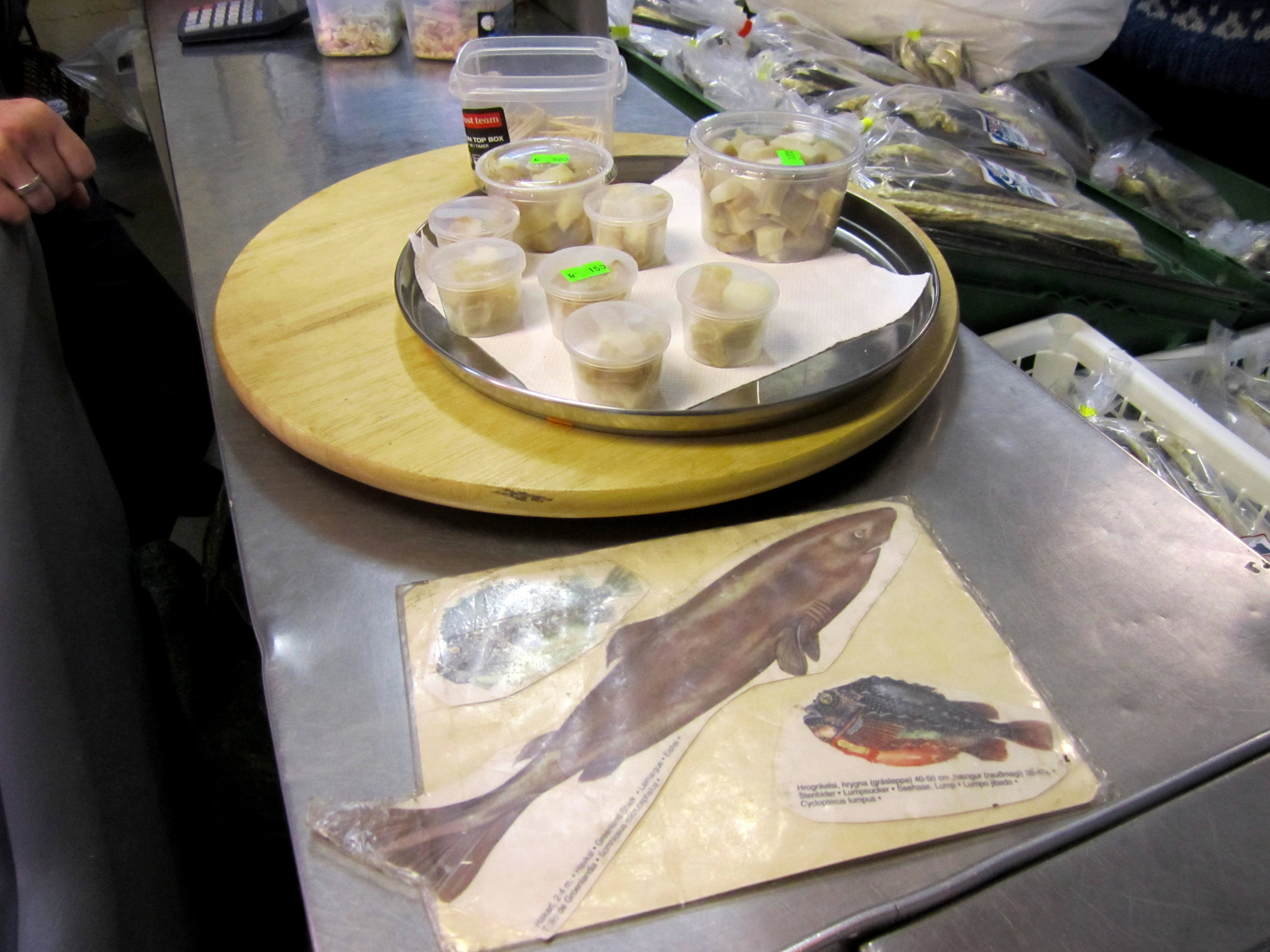
акуляче м'ясо

Акуляче м'ясо, акуля́тина — морепродукт, що складаються з плоті акул. Перші згадки в літературі про споживання його людиною датуються IV століття нашої ери. Для вживання людиною у їжу виловлюють оселедцеву акулу атлантичну, Isurus, сірі акули та акулу-лисицю. Акуляче м'ясо популярне в Азії, де його часто вживають у в'яленому, копченому або засоленому вигляді. М'ясо акули регулярно споживають у Скандинавії, Японії, Австралії, частині Індії, частинах Канади, на Шрі-Ланці, у районах Африки та Мексики. У західних культурах, вживання акулячого м'яса у їжі іноді вважається табу, хоча його популярність зросла в західних країнах.

## Підготовка
Неперероблене акуляче м'ясо може мати сильний запах аміаку через високий вміст сечовини, що з'являється в міру розкладання риби. Вміст сечовини та запах аміаку можна зменшити, маринуючи м'ясо в таких рідинах, як лимонний сік, оцет, молоко або морська вода. Методи приготування включають нарізку м'яса на стейки та філе.

## Африка
У Східній Африці та на островах в Індійському океані акуляче м'ясо продається і є важливим джерелом білка протягом століть. Його споживання спостерігається насамперед у прибережних районах. Його консервують за допомогою засолювання, щоб продовжити термін зберігання та полегшити транспортування.

## Азія
Акуляче м'ясо поширене і популярне в Азії. У 1999 році об'єднані країни Азії лідирували за кількістю спійманих акул. Азійське рибальство займало 55,4 % світового вилову акул у 1996 році.

### Японія
Японія займає значну частку ринку в торгівлі замороженим та свіжим м'ясом акул у імпорті, так і у експорті. Акуляче м'ясо у Японії, зазвичай, вживають у приготовлених формах, наприклад, у готовій рибній ковбасі, сурімі, рибній пасті, рибних кульках та інших продуктах.

### Корея

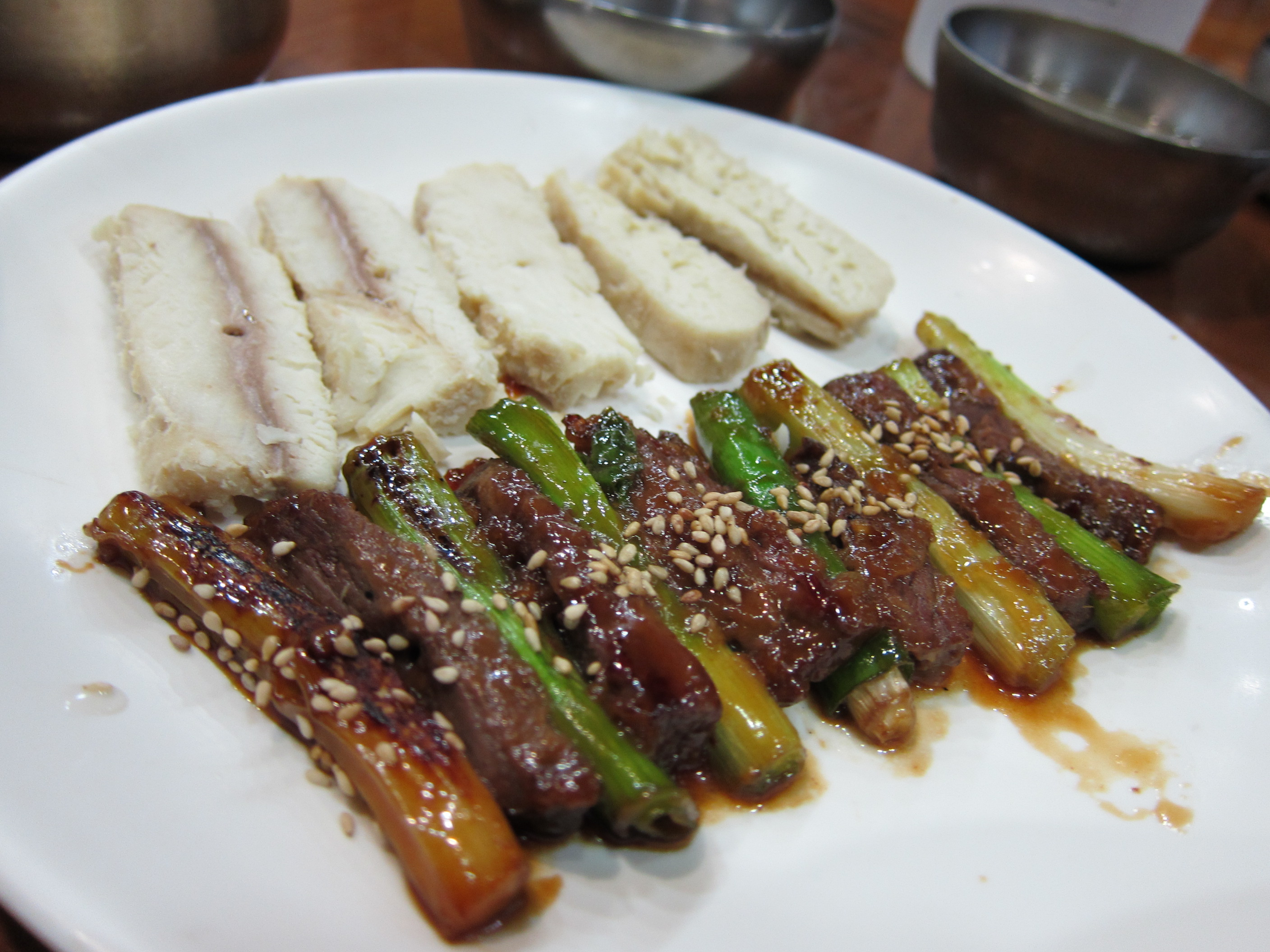
(шашличок з яловичини із зеленою цибулею) та домбагі (солоне м'ясо акули)

У Кореї, домбагі (돔배기), солене акуляче м'ясо споживають у північній провінції Кьонсан.

## Австралія
М'ясо акули популярне в Австралії, де воно відоме як пластівці. Пластівці отримують в основному з гладенької акули австралійської, невеликого донного виду, що рясно населяють води вздовж східного узбережжя Австралії. Однак, через вичерпання запасів акул в Австралії, а потім у Новій Зеландії, цей попит дедалі більше заповнюється гладенькими акулами австралійськими, що постачаються з Південної Африки. Пластівці можна придбати як готовий продукт у більшості австралійських магазинах риби та картоплі фрі, як правило, у вигляді смаженого в клярі або смаженого на грилі філе.

## Європа
Згідно з даними Продовольчої та сільськогосподарської організації ООН (ФАО), європейські країни є основними ринками акулячого м'яса. Солені катранові — популярна їжа в Німеччині, Франції та інших країнах Північної Європи. М'ясо, як правило, обробляється та вживається у вигляді стейків та філе. Однак, у Німеччині перевагу надають спинам, животу та копченим черевцям, які називаю Шиллерлокен нім. Schillerlocken. Згідно з даними ФАО, Італія у 1999 році лідирувала в імпорті акулячого м'яса, а одразу за нею були Франція та Іспанія. У 1999 році Франція імпортувала другу за обсягами кількість акулячого м'яса на світовому рівні.
Маленькі акули продаються у Великій Британії як гірський лосось у магазинах риби та картоплі фрі.

### Ісландія

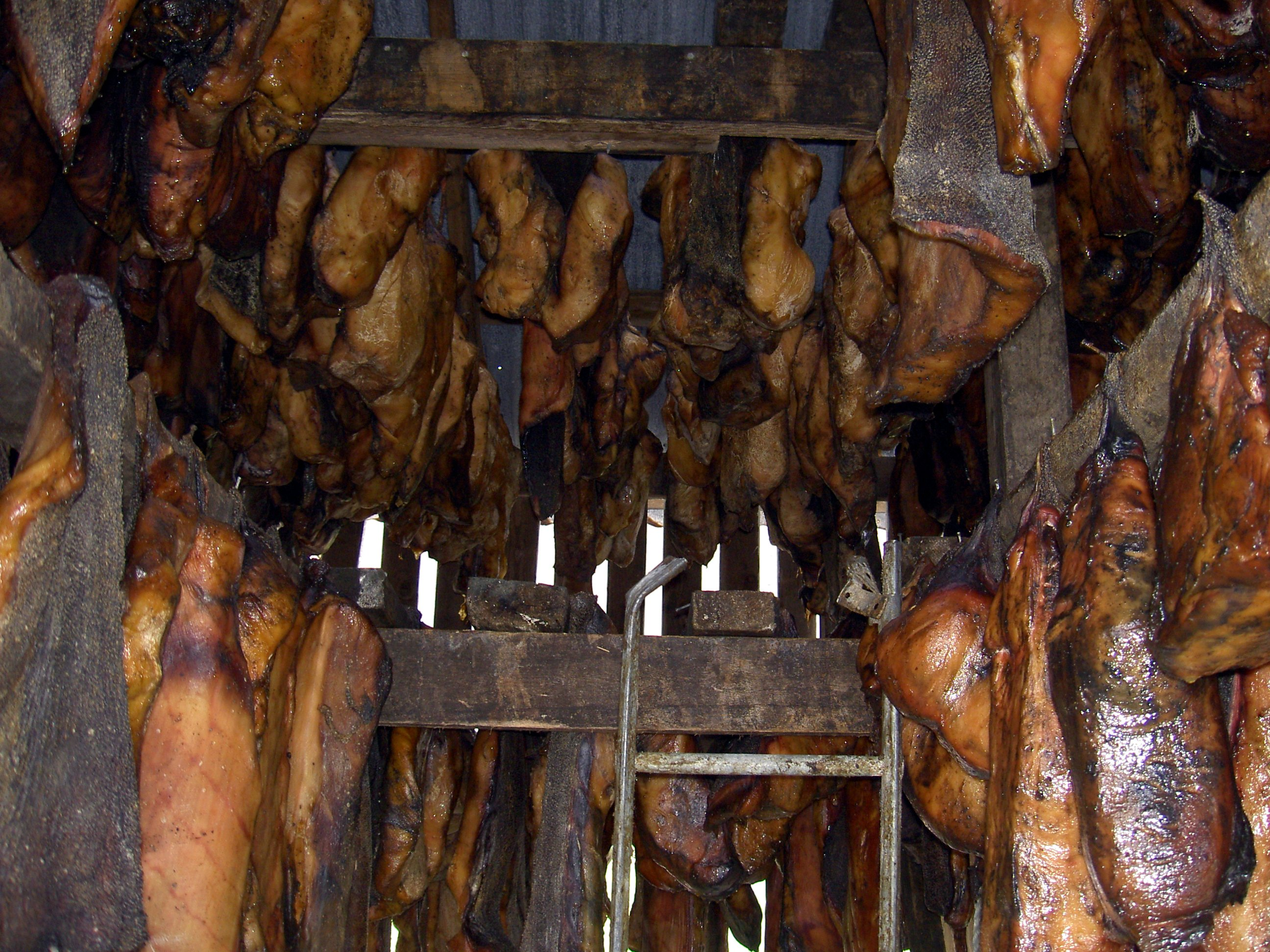
Гаукарльне в'ялення в Ісландії

В Ісландії гаукарль — це національна страва, яку готують із акули ґренландської або полярної акули. Акуляче м'ясо закопують і ферментують, щоб заготувати його, а потім вішають сушитися протягом декількох місяців.